# Haucourt (Passo di Calais)
Haucourt è un comune francese di 248 abitanti situato nel dipartimento del Passo di Calais nella regione dell'Alta Francia.

## Società

### Evoluzione demografica
Abitanti censiti